# Schachtwerk
Schachtwerk war ein schleswig-holsteinisches Schacht- und Volumenmaß und fand vor allem bei Erdarbeiten Anwendung.
- 1 Schachtwerk = 256 Kubikfuß = 6,0247 Kubikmeter
- 1 Kubikmeter = 0,16598 Schachtwerk
- 1 Pott = 4 Schachtwerk = 1024 Kubikfuß = 24,099 Kubikmeter (Hamburg)[1]

In Bremen war die Schachtrute dagegen ein Längenmaß für 20 Fuß bei Erdarbeiten.

## Belege
1. ↑  „Pott“ In: Meyers Großes Konversations-Lexikon, Band 16. Leipzig 1908, S. 237.
2. ↑  „Schachmaß“ In: Meyers Großes Konversations-Lexikon, Band 17. Leipzig 1909, S. 664.